# Alnesāneh
Alnesāneh (persiska: اَلِفسانِه, Alefsāneh, النسانه) är en ort i Iran.   Den ligger i provinsen Lorestan, i den nordvästra delen av landet, 400 km sydväst om huvudstaden Teheran. Alnesāneh ligger 1 956 meter över havet och antalet invånare är 632.
Terrängen runt Alnesāneh är varierad. Runt Alnesāneh är det ganska tätbefolkat, med 72 invånare per kvadratkilometer. Närmaste större samhälle är Aleshtar, 19,1 km söder om Alnesāneh. Trakten runt Alnesāneh består i huvudsak av gräsmarker.